# St. Nikolaus (Jaszkowa Górna)

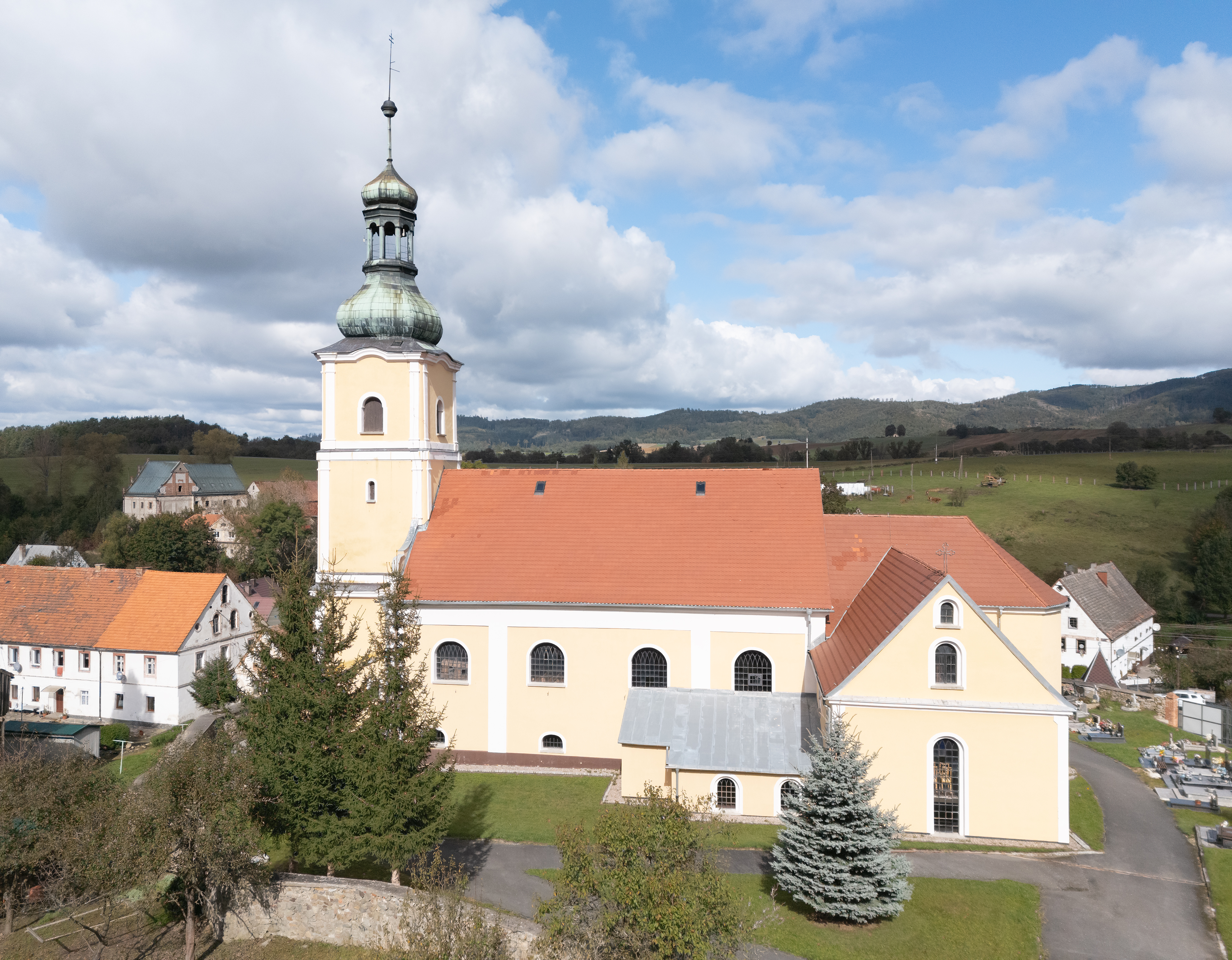
St. Nikolaus Oberhannsdorf

St. Nikolaus ist die römisch-katholische Pfarrkirche von Jaszkowa Górna (deutsch Oberhannsdorf) im Powiat Kłodzki der Woiwodschaft Niederschlesien in Polen.

## Geschichte
Die Kirche ist 1380 erstmals erwähnt, der heutige Bau stammt aus dem 16. Jahrhundert. Zwischen 1588 und 1623 war die Kirche eine evangelische Kirche, in Folge der Besetzung der Grafschaft durch kaiserliche Truppen nach 1623 eine katholische Kirche. 1777 wurde die Kirche im spätbarocken Stil umgebaut, was am deutlichsten am Turm zu erkennen ist. Der Chor wurde vergrößert und durch beiderseitige Anbauten erweitert, die durch weitgespannte Bögen mit dem Chor verbunden wurden.

## Bauwerk
Die Kirche mit ihrer hohen Friedhofsmauer und dem 1706 errichteten Torturm baut sich von der Straße her wie eine Wehrkirche auf. Im Torbau befindet sich eine Kapelle, deren Gewölbe Spuren von Fresken enthält. Der Kirchenbau ist ein geosteter, einschiffiger Bau mit separatem Chor. Der Turm ist mit Pilastern, Gesimsen und einem Portal reich verziert. Die Arme des Pseudo-Querschiffs öffnen sich mit Rundbögen zum Chor. Das Langhaus hat ein Tonnengewölbe. Die Wände des Kirchenschiffs sind durch paarweise angeordnete Lisenen unterteilt, die Teile des Gesimses tragen, auf dem das Tonnengewölbe mit Lünetten und Gurtbögen ruht. In den Arkadenbögen der Arme des Pseudoquerschiffs befinden sich die Figuren der vier Evangelisten. Darüber hinaus sind Flächen mit einem Rankenmuster geschmückt, Decken  des Pseudoquerschiffs sind durch Bordüren eingerahmt. Das Innere des Kirchenschiffs ist polychrom bemalt.

## Ausstattung
Eine Figur der Anna selbdritt stammt aus dem 18. Jahrhundert. Die Kanzel stammt aus der Renaissancezeit. Eine gotische Skulptur der Muttergottes mit Kind stammt aus dem 15. Jahrhundert, eine Maria Immaculata aus der ersten Hälfte des 18. Jahrhunderts sowie zwei Epitaphien von 1579 und 1600.